# Boca Velázquez
Boca Velázquez es un barrio ubicado en el municipio de Santa Isabel en el estado libre asociado de Puerto Rico. En el Censo de 2010 tenía una población de 2705 habitantes y una densidad poblacional de 119,36 personas por km².

## Geografía
Boca Velázquez se encuentra ubicado en las coordenadas 17°58′6″N 66°25′9″O / 17.96833, -66.41917. Según la Oficina del Censo de los Estados Unidos, Boca Velázquez tiene una superficie total de 22.66 km², de la cual 12.91 km² corresponden a tierra firme y (43.02%) 9.75 km² es agua.

## Demografía
Según el censo de 2010, había 2705 personas residiendo en Boca Velázquez. La densidad de población era de 119,36 hab./km². De los 2705 habitantes, Boca Velázquez estaba compuesto por el 71.79% blancos, el 15.53% eran afroamericanos, el 0.55% eran amerindios, el 9.98% eran de otras razas y el 2.14% pertenecían a dos o más razas. Del total de la población el 99.48% eran hispanos o latinos de cualquier raza.